# Myosotis scorpioides
La oreja de ratón o nomeolvides de agua  (Myosotis scorpioides) es una herbácea de la familia de las boragináceas.

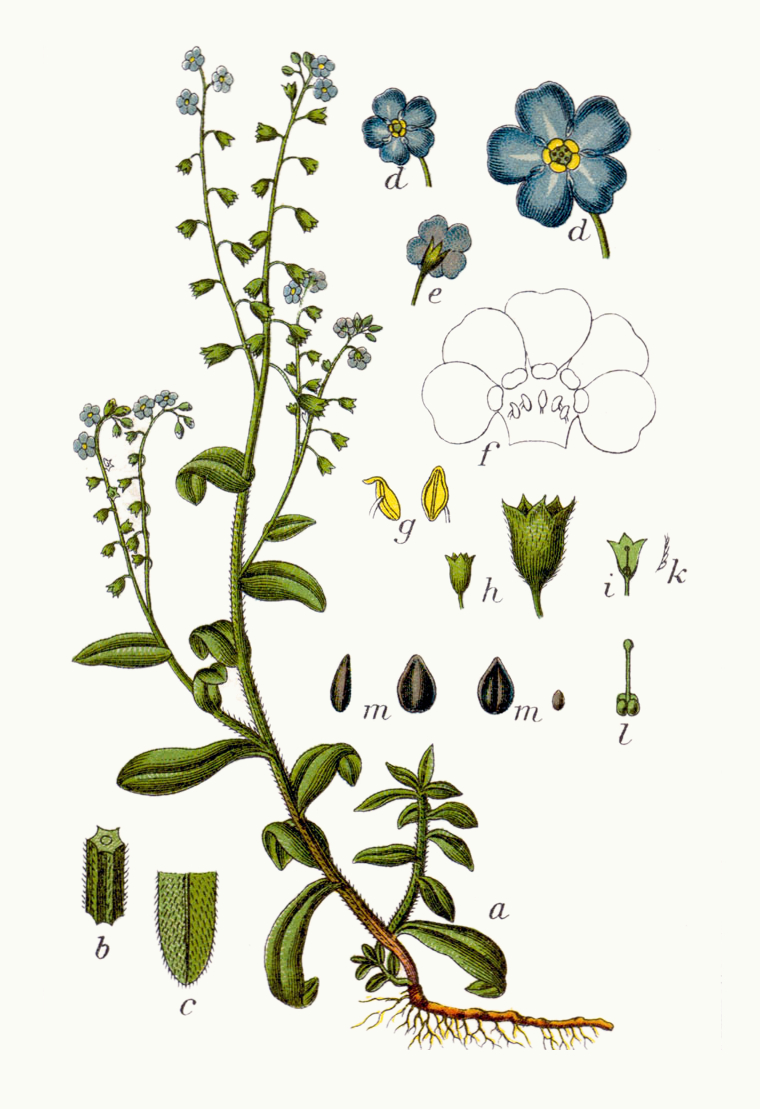
Ilustración

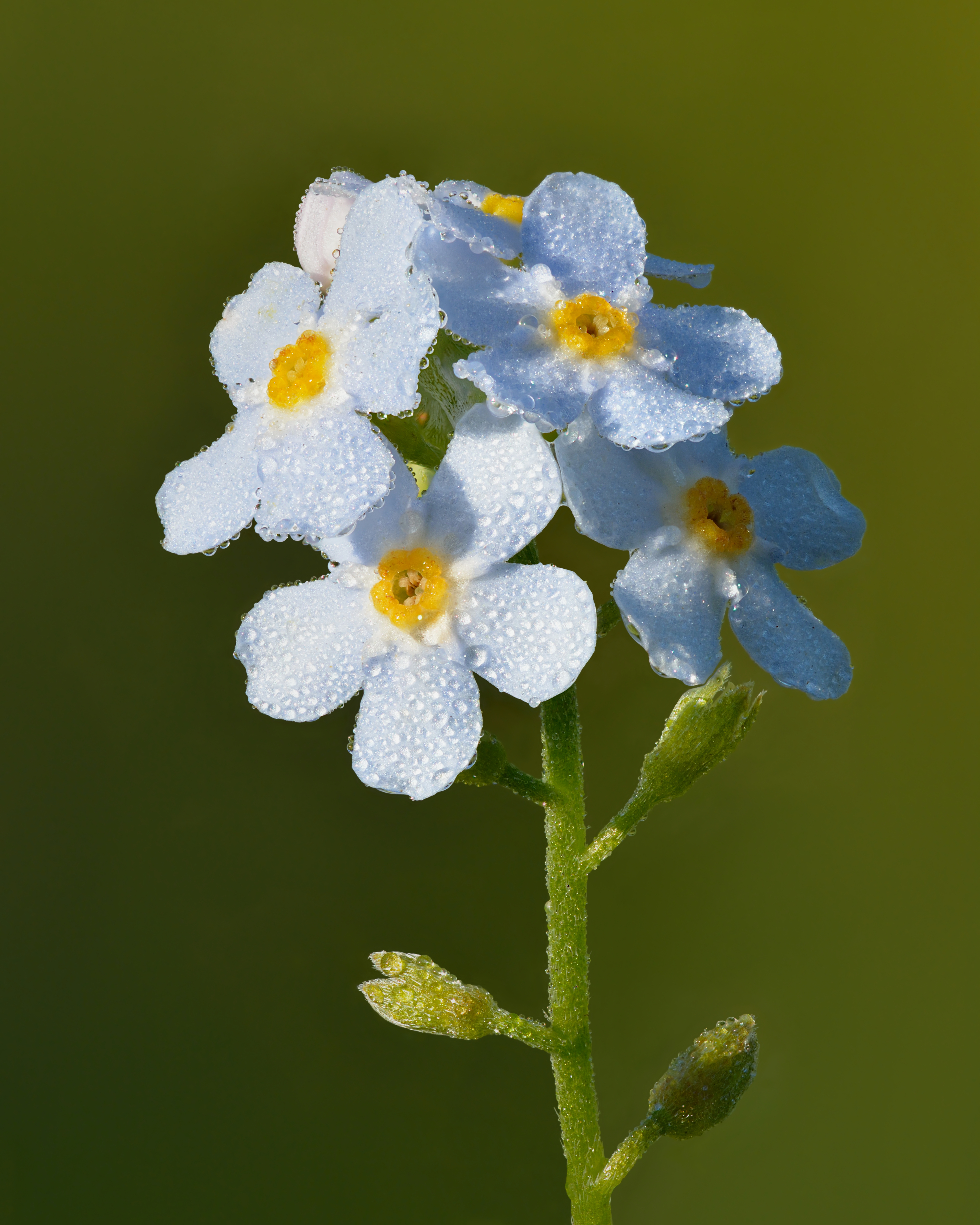
Flores

## Caracteres
Hierba bienal o perenne de rizomas y estolones rastreros; tallo de hasta 1 m. Hojas oblongas a oblongo-lanceoladas, normalmente con pelos adpresos en dirección hacia adelante. Flores azul pálido de 4-8 mm de diámetro; estilo a menudo saliente. Dientes calicinos ampliamente triangulares, con pelos cortos rectos adpresos. Núculas ovoides, con borde estrecho. Florece en primavera y verano.

## Hábitat
Lugares húmedos, márgenes de arroyos, acequias.

## Distribución
En toda Europa. En la península ibérica, es frecuente en los márgenes de riachuelos de Asturias y Galicia, aunque también es posible encontrarla en los arroyos cercanos al Estrecho de Gibraltar. Su presencia casi pasa desapercibida por lo diminuto de sus flores.

## Taxonomía
Mimophytum scorpioides fue descrito por Carlos Linneo y publicado en Species Plantarum 1: 131. 1753.
Etimología
Myosotis: nombre genérico que deriva del griego: mys, myos, que significa "ratoncillo" y otos, que significa "oreja", aludiendo a la forma de la hoja en algunas de las especies del género.
scorpioides: epíteto latíno que significa "como un escorpión"
Sinonimia
- Myosotis laxiflora Rchb.
- Myosotis multiflora Mérat
- Myosotis palustris (L.) L.
- Myosotis palustris subsp. laxiflora (Rchb.) M.Sychowa
- Myosotis palustris subsp. multiflora (Mérat) Rouy
- Myosotis scorpiodes subsp. multiflora (Mérat) P.Fourn.
- Myosotis scorpioides subsp. palustris (L.) F.Herm.
- Myosotis scorpioides var. palustris L.
- Myosotis palustris Hill, nom. illeg.[6]